# Lenguas de los Estados Unidos

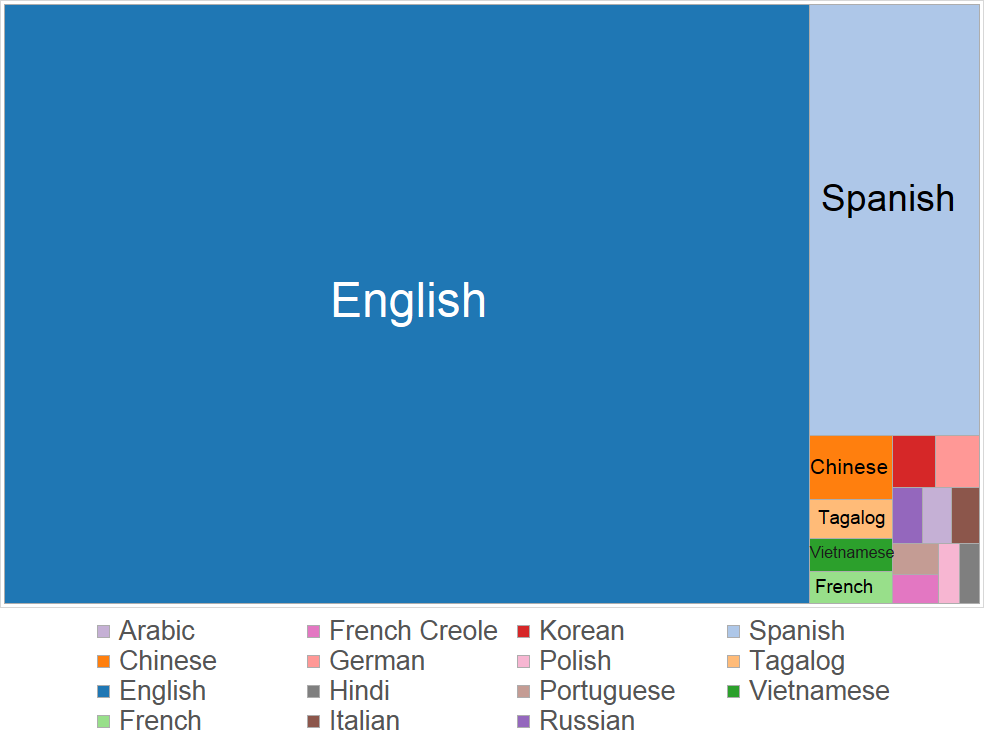
inglés 80%
español 12.4%
otras lenguas indoeuropeas 3.7%
asiáticas e indo-pacíficas 3%

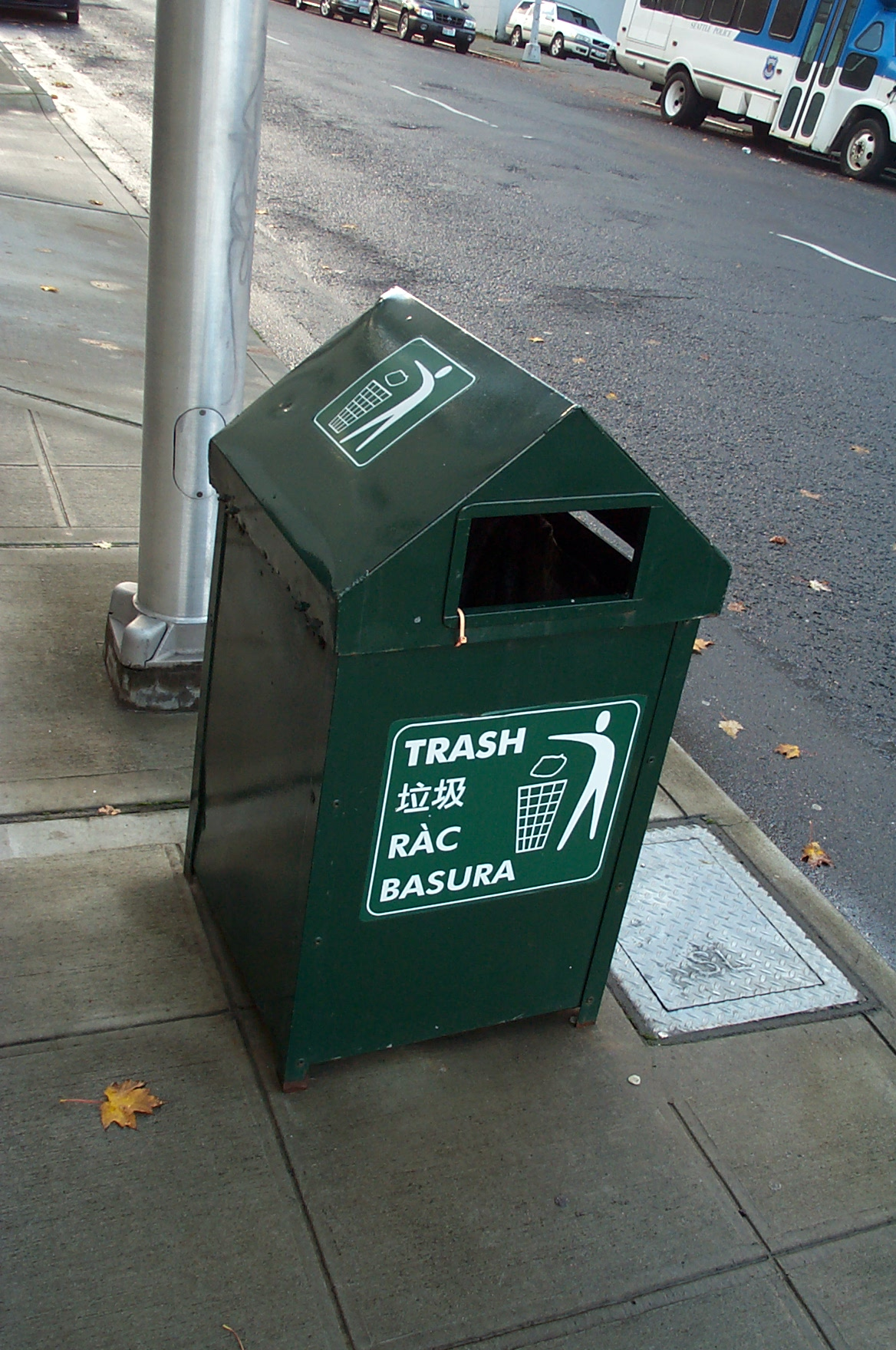
Un bote de basura en Seattle marcado en cuatro idiomas: inglés, chino, vietnamita y español.

El idioma nacional de facto de Estados Unidos es el inglés (especialmente el inglés estadounidense). Con la orden ejecutiva del presidente Donald Trump, publicada el 1 de marzo de 2025, es también la lengua oficial del ejecutivo del gobierno federal. Éste es predominante en el espacio público y es la lengua materna de la mayoría de la población. La Constitución y las leyes se redactan en inglés y es la lengua en la que se desarrollan las funciones del gobierno. Algunas leyes federales exigen el conocimiento del inglés de manera implícita. Se hablan, sin embargo, cientos de otros idiomas y dialectos, siendo el español el más común entre ellos, idioma que además tiene reconocimiento oficial en algunas jurisdicciones del Suroeste.
Tradicionalmente, en las ciudades grandes han existido barrios en los que la primera generación de inmigrantes de un país determinado se agrupan y luego sucesivas generaciones van dejando el lugar. Una notable excepción son los barrios chinos, chinatowns, siendo los más importantes de estos ellos que se encuentran en las ciudades de San Francisco (California) y de Nueva York.  Después de décadas de represión, las lenguas de los americanos nativos, o lenguas amerindias autóctonas, están siendo conservadas y enseñadas dentro de las reservas.  Un caso singular dentro de los Estados Unidos es el Estado Libre Asociado de Puerto Rico, que tiene como primer idioma oficial el español (el inglés es el idioma oficial secundario). Las escuelas y universidades puertorriqueñas funcionan casi exclusivamente en español. En los otros territorios y estados del país, el idioma de instrucción es el inglés.

## Lengua oficial y estadísticas
El inglés es oficial en las agencias administrativas del ejecutivo de Estados Unidos.
El español es hablado y tiene cierto reconocimiento, junto a otras lenguas indígenas o de inmigrantes, en California, Texas, Florida, Nueva York, Arizona, Illinois, Nueva Jersey, Colorado, Georgia, Nuevo México y la base naval de la Bahía de Guantánamo. [cita requerida] En algunos de estos territorios el español, debido a la inmigración procedente de Hispanoamérica y su descendencia, es hablado casi tanto como el inglés. Es lengua oficial en Puerto Rico.
El 28 de febrero de 2025, el Wall Street Journal informó de que el presidente Donald Trump, por primera vez en la historia del país, planeaba firmar una orden ejecutiva para convertir el inglés en el idioma oficial del gobierno federal de Estados Unidos. La oficialidad se completó por orden ejecutiva del presidente el 1 de marzo de 2025.

### Estatus de idioma oficial
Muchos estados y territorios individualmente habían adoptado el inglés como lengua oficial del estado:
- Alabama (1990)
- Arizona (2006)
- Arkansas (1987)
- California (1986)[5]
- Carolina del Norte (1987)
- Carolina del Sur (1987)
- Colorado (1988)
- Dakota del Norte (1987)
- Dakota del Sur (1987)
- Florida (1988)
- Georgia (1986, 1996)
- Idaho (2007)[6]
- Illinois (1969)[7]
- Indiana (1984)
- Iowa (2002)[8]
- Kansas (2007)[9]
- Kentucky (1984)
- Luisiana (1807)
- Massachusetts (1975)[10]
- Misisipi (1987)
- Misuri (1998)
- Montana (1995)
- Nebraska (1920)
- Nuevo Hampshire (1995)
- Tennessee (1984)
- Utah (2000)
- Virginia (1981, 1996)
- Virginia Occidental (2016)[11]
- Wyoming (1996)

Idioma oficial de estados y territorios.
El inglés es el idioma oficial.
Dos o más idiomas oficiales, figuran el inglés (Alaska, Hawái, Dakota del Sur), o idiomas con un estatus especial (Nuevo México).
Sin idioma oficial.

Algunos estados y territorios tienen cierto grado de estatus oficial o de reconocimiento legal para otras lenguas además del inglés:
- Hawái, el hawaiano es oficial (1978).[12]
- Alaska, los veinte idiomas nativos del estado son oficiales (2014).
- Dakota del Sur, los tres dialectos del idioma nativo siux son oficiales (2019).
- Luisiana, el francés, en su variante cajún o acadiano, está legalmente reconocido pero no es oficial.[13] El francés también es significativo en Maine, Nuevo Hampshire y Vermont.
- Nuevo México, una resolución no obligatoria ("English Plus") legalmente apoya el multilingüismo (inglés, español, idiomas nativos), sin estatus oficial. Además, desde 1848 los hispanohablantes del estado tienen derechos lingüísticos legalmente reconocidos.[14]
- Samoa Estadounidense, samoano.
- Islas Marianas del Norte, chamorro y carolinio.
  - Guam, chamorro (es la isla más grande del archipiélago de las Marianas del Norte).
- Puerto Rico, el español fue proclamado primer idioma oficial en 1978, por delante del inglés.
- Base Naval de la Bahía de Guantánamo, español.
- Isla Baker, gilbertés.
- Isla Howland, gilbertés.
- Isla Jarvis, gilbertés.
- Arrecife Kingman, gilbertés.
- Islas Midway, hawaiano.
- Isla de Navaza, francés y Criollo haitiano.

El estado de Nueva York tenía documentos del gobierno estatal (por ejemplo, registros demográficos) coescritos en idioma neerlandés hasta los años 1920, a fin de conservar la herencia de los Nuevos Países Bajos, aunque Inglaterra anexionara la colonia en 1664.
Las lenguas indígenas son oficiales o cooficiales en muchas de las reservas indias estadounidenses e indios pueblo. En Oklahoma antes de convertirse en estado en 1907, los dirigentes del territorio debatieron si tener el cheroqui, choctaw y muscogee como cooficial, pero la idea nunca tomó forma.
| Año      | Número de hablantes en español | Porcentaje de población de los EE. UU. |
| -------- | ------------------------------ | -------------------------------------- |
| 1980     | 11 Millones                    | 5%                                     |
| 1990     | 17.3 Millones                  | 7%                                     |
| 2000     | 28.1 Millones                  | 10%                                    |
| 2010     | 37 Millones                    | 13%                                    |
| 2012     | 38.3 Millones                  | 13%                                    |
| 2023     | 42 Millones                    | 13,3%                                  |
| Fuentes: |                                |                                        |

En Nuevo México, aunque la constitución estatal no especifique un idioma oficial, las leyes se publican en inglés y español, y el material del gobierno y los servicios se requiere legalmente que sean accesibles a hablantes de ambas lenguas. Se ha afirmado que la situación de Nuevo México es parte de las estipulaciones del Tratado de Guadalupe Hidalgo de 1848; sin embargo, ninguna mención de "derechos lingüísticos" aparece en el Tratado o en el Protocolo de Querétaro, más allá de que los "habitantes mexicanos" no tengan (1) ninguna reducción de derechos por debajo de los de los ciudadanos de los Estados Unidos y (2) exactamente los mismos derechos que se mencionan en el artículo III del Tratado de la Compra de Luisiana y en el Tratado de la Compra de Florida. Esto implicaría que el estado legal de la lengua española en Nuevo México y en áreas no incluidas, en la Venta de la Mesilla de Arizona, es el mismo que el del francés en Luisiana, y seguramente no menor que el del alemán en Pensilvania.
| Idioma hablado en el hogar | Año 2000 | Año 2005 |
| Solo inglés                | 82,10%   | 80,60%   |
| Español                    | 10,71%   | 12,03%   |
| Chino                      | 0,61%    | 0,57%    |
| Francés                    | 0,61%    | 0,49%    |
| Alemán                     | 0,52%    | 0,41%    |
| Tagalo                     | 0,46%    | 0,51%    |
| Vietnamita                 | 0,38%    | 0,42%    |
| Italiano                   | 0,38%    | 0,29%    |
| Coreano                    | 0,34%    | 0,37%    |
| Ruso                       | 0,26%    | 0,31%    |
| Polaco                     | 0,25%    | 0,22%    |
| Árabe                      | 0,23%    | 0,25%    |
| Portugués                  | 0,21%    | 0,24%    |
| Japonés                    | 0,18%    | 0,17%    |
| Francés criollo            | 0,17%    | 0,20%    |
| Griego                     | 0,13%    | 0,12%    |
| Hindi                      | 0,12%    | 0,17%    |
| Persa                      | 0,11%    | 0,12%    |
| Urdu                       | 0,10%    | 0,11%    |
| Cantonés                   | 0,09%    | 0,13%    |
| Guyaratí                   | 0,08%    | 0,09%    |
| Armenio                    | 0,07%    | 0,07%    |
| -------------------------- | -------- | -------- |

La cuestión de bilingüismo también es significativa en los estados de Arizona y Texas. La constitución de Texas no tiene ninguna política de idioma oficial. Arizona aprobó una proposición en las elecciones generales del 7 de noviembre de 2006 declarando el inglés como idioma oficial.
El 19 de mayo de 2006, el Senado de los Estados Unidos votó para hacer del inglés la lengua nacional de los Estados Unidos. Según el proyecto de ley, redactado por el senador James M. Inhofe (republicano, Oklahoma), el gobierno federal ya no proporcionaría servicios y comunicaciones multilingües, excepto aquellos ya garantizados por ley. Poco después de la aprobación de la enmienda Inhofe, el Senado votó por otro proyecto de ley del senador Ken Salazar (demócrata, Colorado), en el que el inglés era "la lengua de unificación común de los Estados Unidos", pero especificaba que nada en aquella declaración "debe disminuir o ampliar cualquier derecho existente" en cuanto a servicios multilingües. Ninguno de los proyectos acabó convirtiéndose en Ley.

### Estadísticas y censos
Según datos del censo oficial de los Estados Unidos para 2020, los principales idiomas por número de hablantes mayores de 5 años de edad eran: 
| Idioma                                   | Hablantes 2020 (millones) |
| ---------------------------------------- | ------------------------- |
| Inglés solo                              | 245,8                     |
| (distinto a inglés)                      | 66,0                      |
| Español                                  | 41,3                      |
| Chino                                    | 3,4                       |
| Tagalo                                   | 1,7                       |
| Vietnamita                               | 1,5                       |
| Árabe                                    | 1,4                       |
| Francés, criollo francés y francés cajún | 1,2                       |
| Coreano                                  | 1,1                       |
| Ruso                                     | 1,0                       |

## Lenguas indígenas norteamericanas

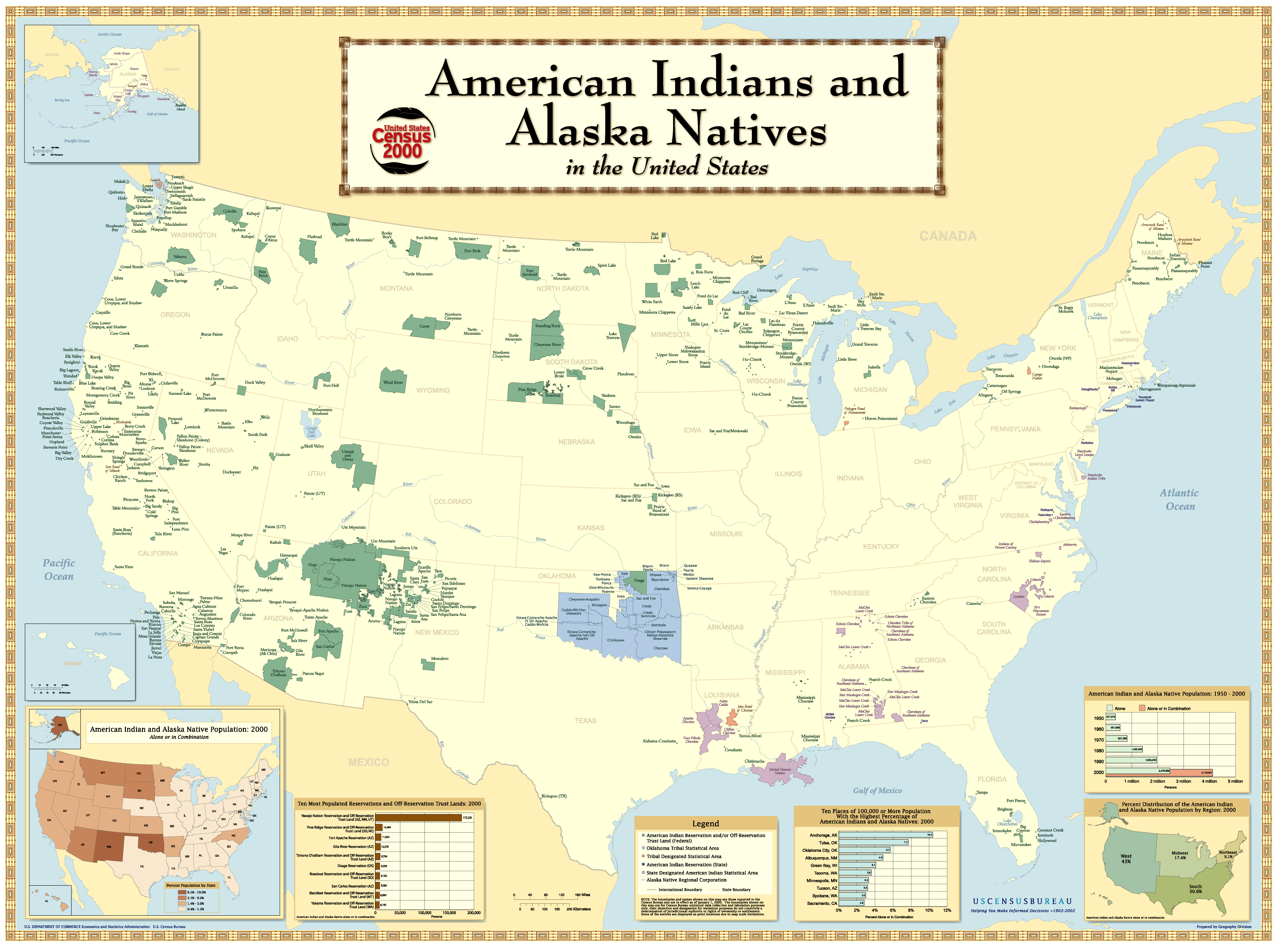
Reservas indias en Estados Unidos, donde se hablan todavía más de un centenar de lenguas indígenas.

Antes del asentamiento de los europeos en Norteamérica se hablaban gran cantidad de lenguas en los territorios que más tarde formarían parte de los Estados Unidos. Estas lenguas se siguieron hablando profusamente durante al menos dos siglos más, la mayoría de lenguas han ido perdiendo hablantes y muchas se han extinguido (solo unas pocas tienen más hablantes en la actualidad que a principios del siglo XIX). En algunas partes de Estados Unidos, principalmente en ciertas reservas indias, se continúan hablando y tienen un número suficiente de hablantes fluentes. La mayor parte de las lenguas indígenas que se siguen hablando están severamente amenazadas, ya que en muchos casos tienen pocos hablantes, las mayor parte de ellos ancianos o de mediana edad, mientras que las nuevas generaciones de indígenas usan mayoritariamente el inglés y tienen un manejo deficiente de su lengua ancestral.
Hacia 2008, el número de hablantes de lenguas indígenas autóctonas de Estados Unidos era de 373.949, pertenecientes a 135 lenguas nativas que todavía se hablan en el territorio.

### Principales lenguas indígenas
De acuerdo con el censo de 2000 y otras encuestas lingüísticas, la lengua indígena con mayor número de hablantes actualmente en Estados Unidos es el navajo (navaho). Las otras lenguas en orden de importancia numérica son el cheroqui y el choctaw.

#### Las ocho familias de lenguas indígenas de Estados Unidos
1. Esquimo-aleutiana
2. Na-dené
3. Hokana
4. Penutia
5. Azteco-tanoana
6. Macro-algonquina
7. Macro-siux
8. Lenguas malayo-polinesias (Idioma hawaiano)

### Lenguas indígenas habladas por estados
Excepto Alaska que tiene oficialmente varias lenguas indígenas, en el resto de estados se puso la lengua indígena mayoritaria del estado como lengua oficial a nivel de todo el estado y las demás sin oficialidad en un intento de que al menos una lengua indígena sobreviviese por estado.
- Lista de estados

| Alabama             | State of Alabama                                 | Idioma alabama                                                                                           |
| Alaska              | State of Alaska                                  | Lenguas esquimo-aleutianas                                                                               |
| Arizona             | State of Arizona                                 | Lenguas apacheanas, Idioma hopi, Idioma navajo, Idioma ute, Idioma zuñi                                  |
| Arkansas            | State of Arkansas                                | |
| California          | State of California                              | Lenguas hokanas, Lenguas penutíes                                                                        |
| Carolina del Norte  | State of North Carolina                          | Idioma cheroqui                                                                                          |
| Carolina del Sur    | State of South Carolina                          | Lenguas siux (o siux-catawba), Idioma cheroqui                                                           |
| Colorado            | State of Colorado                                | Idioma navajo, Idioma ute                                                                                |
| Connecticut         | State of Connecticut                             | Lenguas algonquinas                                                                                      |
| Dakota del Norte    | State of North Dakota                            | Idioma siux (también llamado a veces lakhota o dakhota), Idioma ojibwa                                   |
| Dakota del Sur      | State of South Dakota                            | Idioma siux (también llamado a veces lakhota o dakhota)                                                  |
| Delaware            | State of Delaware                                | Lenguas algonquinas                                                                                      |
| Florida             | State of Florida                                 | |
| Georgia             | State of Georgia                                 | |
| Hawái               | State of Hawaii, Moku'āina o Hawai'i             | Idioma hawaiano                                                                                          |
| Idaho               | State of Idaho                                   | Idioma shoshoni                                                                                          |
| Illinois            | State of Illinois                                | Lenguas iroquesas                                                                                        |
| Indiana             | State of Indiana                                 | Lenguas iroquesas                                                                                        |
| Iowa                | State of Iowa                                    | Idioma siux (también llamado a veces lakhota o dakhota)                                                  |
| Kansas              | State of Kansas                                  | Idioma siux (también llamado a veces lakhota o dakhota)                                                  |
| Kentucky            | Commonwealth of Kentucky                         | Lenguas algonquinas, Idioma cheroqui, Lenguas algonquinas                                                |
| Luisiana            | State of Louisiana, État de Louisiane            | Idioma choctaw, Idioma chitimacha, Lenguas muskogueanas                                                  |
| Maine               | State of Maine                                   | Lenguas algonquinas                                                                                      |
| Maryland            | State of Maryland                                | |
| Massachusetts       | Commonwealth of Massachusetts                    | Lenguas algonquinas                                                                                      |
| Míchigan            | State of Michigan                                | Idioma ojibwa, Lenguas iroquesas                                                                         |
| Minesota            | State of Minnesota                               | Lenguas iroquesas                                                                                        |
| Misisipi            | State of Mississippi                             | Idioma choctaw                                                                                           |
| Misuri              | State of Missouri                                | Idioma siux (también llamado a veces lakhota o dakhota)                                                  |
| Montana             | State of Montana                                 | Idioma cheyene, Idioma crow, Idioma shoshoni                                                             |
| Nebraska            | State of Nebraska                                | Idioma omaha (Idioma siux (también llamado a veces lakhota o dakhota)                                    |
| Nevada              | State of Nevada                                  | Lenguas uto-aztecas, Idioma shoshoni                                                                     |
| Nueva Jersey        | State of New Jersey                              | Lenguas algonquinas                                                                                      |
| Nueva York          | State of New York                                | Idioma mohawk, Lenguas iroquesas, Lenguas algonquinas                                                    |
| Nuevo Hampshire     | State of New Hampshire                           | |
| Nuevo México        | State of New Mexico, Estado de Nuevo México      | Idioma lipán, Lenguas apacheanas, Idioma navajo, Idioma zuñi                                             |
| Ohio                | State of Ohio                                    | Lenguas iroquesas                                                                                        |
| Oklahoma            | State of Oklahoma                                | Idioma choctaw, Lenguas apacheanas, Idioma cheyene, Idioma comanche, Idioma apache kiowa, Idioma alabama |
| Oregón              | State of Oregon                                  | |
| Pensilvania         | Commonwealth of Pennsylvania                     | Lenguas iroquesas, Lenguas algonquinas                                                                   |
| Rhode Island        | State of Rhode Island and Providence Plantations | Lenguas algonquinas                                                                                      |
| Tennessee           | State of Tennessee                               | Idioma choctaw                                                                                           |
| Texas               | State of Texas                                   | Idioma alabama                                                                                           |
| Utah                | State of Utah                                    | Idioma shoshoni, Idioma navajo                                                                           |
| Vermont             | State of Vermont                                 | Idioma navajo, Lenguas algonquinas                                                                       |
| Virginia            | Commonwealth of Virginia                         | |
| Virginia Occidental | State of West Virginia                           | |
| Washington          | State of Washington                              | |
| Wisconsin           | State of Wisconsin                               | Lenguas iroquesas                                                                                        |
| Wyoming             | State of Wyoming                                 | Idioma shoshoni                                                                                          |

### Diversidad lingüística
Además de las lenguas mencionadas muchas otras lenguas indígenas se hablan todavía dentro del territorio estadounidense. Además su diversidad interna es enorme ya que las lenguas que todavía se hablan pertenecen a 28 familias lingüísticas diferentes:
| - F. álgica - F. alseana - F. atabascana - F. cadoana - F. chimaku - F. chinook - F. chumash - F. comecrudana - F. cusana - F. esquimo–aleutiana - F. iroquesa - F. kalapuya - F. maidu - F. muskogui | - F. palaihnihana - F. penutia mesetaria - F. pomo - F. salish - F. shasta - F. sioux - F. tano - F. tsimshiánica - F. uti - F. utoazateca - F. wakash - F. wintu - F. yokuts - F. yumana |

## Lenguas de origen europeo

### El inglés de Estados Unidos

Según el censo del año 1990, el 97% de la población estadounidense hablan bien el inglés, y más del 99% conocen el idioma en alguna medida. Todos los asuntos federales son en inglés, y es necesario saber inglés para ser un inmigrante legal. Es el idioma mayoritario en todos los estados. Es importante reseñar que el inglés de los EE. UU. es bastante diferente que el de los otros países en los que se habla. La diferencia más conocida es la ortografía, que es más simple. Además, existe lo que muchos académicos han dado en llamar el Inglés Vernacular Negro (IVN), que recoge los aspectos propios de esta diglosía dentro de las comunidades afroamericanas, entre cuyas características destacan el rechazo de conjugación verbal, ej: (I is, you is, he is...) y la ausencia fonética de la "r" final de palabra ("mo'" en lugar de "more")

### El español

Distribución de los hispanohablantes en los EE. UU. en el Censo de 2010.

El español es el idioma principal de Puerto Rico y lengua semioficial, de facto, del estado de Nuevo México. En todo el país, más o menos, el 12% de la población lo habla, sobre todo en los estados del suroeste. Es además la lengua más popular para aprender como segundo idioma, y finalmente la Lengua romance más hablada. Muchos asuntos oficiales de los estados federados se exponen también en español. El español que se habla mayoritariamente y el que se suele enseñar en los EE. UU. es más parecido al mexicano que al de otros países, excepto en Puerto Rico. La mayoría de los mensajes públicos que tienen subtítulos los tienen en español.
En California, la sección 1632 del Código Civil reconoce el idioma español, de ahí que la ley Dymally-Alatorre sobre servicios bilingües, instituya un bilingüismo inglés-español, sin excluir necesariamente otras lenguas.
En Texas, el gobierno a través de la sección 2054.116 del Código Gubernamental, ordena que las agencias estatales proporcionen la información en sus páginas web en español.

#### El caso de Nuevo México
La gente suele tener la creencia de que el español es uno de los idiomas oficiales de Nuevo México junto con el inglés, debido al extenso uso del primero en todo el estado, incluso con una variante dialectal propia, el español neomexicano (actualmente minoritario frente al español de los inmigrantes mexicanos y otros). Sin embargo no es oficial. La constitución estatal previó la existencia de un gobierno temporalmente bilingüe. La Comisión de Derechos Civiles de los EE. UU. reconoce que en 1912 "los neomexicanos tuvieron éxito a la hora de proteger su herencia, insertando provisiones en su Constitución que hacen del español una lengua oficial igual que el inglés". El gobierno del estado publica papeletas de voto y un manual para conductores de vehículos en ambos idiomas y, a partir de 1995, Nuevo México adoptó una "Canción Bilingüe del Estado" llamada New Mexico - Mi Lindo Nuevo México.

### El francés
Según datos censales, en la actualidad aproximadamente más de 2 millones de estadounidenses hablan francés (incluyendo el francés acadiano y el criollo haitiano). 
En la región norte del Estado de Maine, ubicado en el extremo noreste de los Estados Unidos, se habla el francés acadiano, producto de su vecindad geográfica e histórica con la antigua colonia francesa de Acadia. El inglés es mayoritario en todo el estado, y el francés acadiano es una minoría lingüística focalizada en la zona septentrional limítrofe con Canadá, país oficialmente bilingüe (inglés y francés).
En el estado sureño del Luisiana, ubicado en la desembocadura del río Misisipi-Misuri en el Golfo de México (que fue la parte más meridional de la antigua colonia francesa de Luisiana), el idioma inglés es mayoritario pero también hay una minoría de hablantes de francés cajún, para quienes hay una legislación que parcialmente protege la conservación de este idioma que es parte principal de la tradición y la historia multicultural del Estado.
En un amplio "sector interior-centro-sur" de los Estados Unidos, descendientes de ingleses y franceses (junto con descendientes de galeses, escoceses e irlandeses) actualmente hablan inglés, agrupándose étnicamente como "americanos" (estadounidenses), quedando el francés presente únicamente en parte importante de la toponimia.
Dispersos por todos los Estados Unidos, también hablan francés los inmigrantes de diversos países francófonos procedentes de todos los continentes pero principalmente de Europa,  de África y también del resto de América (especialmente haitianos y franco-canadienses). Además, en los Estados Unidos, el idioma francés es la segunda lengua extranjera más estudiada (después del español).

### El alemán de Pensilvania
El alemán de Pensilvania (Pennsilfaanisch-Deitsch, Pennsilfaani-Deitsch) es una variedad lingüística perteneciente a las lenguas altogermánicas (Westmitteldeutsch, en alemán) y que es hablado por entre 150 mil y 250 mil personas en Norteamérica.
Actualmente la mayoría de los hablantes pertenecen a las sectas amish y menonitas de la antigua orden; establecidos en Pensilvania, Ohio e Indiana, en los Estados Unidos y en Ontario, Canadá.
Este idioma lo habla principalmente la comunidad Amish que no han adoptado el estilo de vida moderno.